# Harmothoe turbinata
Harmothoe turbinata är en ringmaskart som beskrevs av Sylvanus Charles Thorp Hanley och Burke 1991. Harmothoe turbinata ingår i släktet Harmothoe och familjen Polynoidae. Inga underarter finns listade i Catalogue of Life.